# Sharon Ventura
Sharon Ventura, también conocida como She-Thing, es un personaje ficticio que aparece en los cómics estadounidenses publicados por Marvel Comics. Ha utilizado el seudónimo de Ms. Marvel y ha sido miembro de Los 4 Fantásticos y de las luchadoras conocidas como Grapplers.

## Historial de publicaciones
Creado por Mike Carlin y Ron Wilson, el personaje apareció por primera vez en Thing # 27 (septiembre de 1985).

## Biografía ficticia
Sharon Ventura conoció a Thing en el momento en que estaba involucrado con la Federación de Lucha de Clase Ilimitada (FLCI). Inspirada por él, se inscribió en el programa de Mediador de Poder para aumentar su fuerza y unirse a la FLCI. El Mediador de Poder (en realidad Curtiss Jackson), empleó al Dr. Karl Malus para crear luchadores superpoderosos para sus competiciones. Sharon desconocía las actividades delictivas de Jackson o Malus. Mientras aumentaba la fuerza de sus sujetos, la pareja los hizo adictos a una droga, asegurando su obediencia. Se ha dado a entender que fue violada mientras estaba prisionera de Malus, lo que la llevó a desarrollar temporalmente un intenso odio y desconfianza hacia los hombres. Sharon logró liberarse antes de que Malus le administrara la droga. Adoptó el disfraz que la cuidadora de FLCI, Ann Fraley (Tía Freeze) le había arreglado, tomando el nombre de Ms. Marvel. Junto a The Thing, luchó contra los Grapplers y los luchadores de FLCI. Luego luchó contra She-Hulk.
Más tarde, el Mediador de Poder utilizó a Sharon para determinar si el aumento podía revertirse. Junto al Capitán América, luchó contra el Mediador de Poder.
Más tarde, Sharon se unió a los Cuatro Fantásticos y, junto a los Cuatro Fantásticos, luchó contra Diablo. Poco después de unirse a los Cuatro Fantásticos, Sharon fue mutada por los rayos cósmicos y adquirió una fuerza y apariencia similar a la de Ben Grimm, también conocido como The Thing. Aunque nunca retiró oficialmente su apodo de Ms. Marvel, se hizo más conocida popularmente como She-Thing y es por este nombre que los fanáticos de los cómics la conocen más. Más tarde se encontró por primera vez con Aron el Vigilante Renegado, y luchó contra She-Hulk. Con She-Hulk, She-Thing luchó contra el Hombre Dragón. Con los 4 Fantásticos y los 4 Terribles, fue capturada por Aron. Se escaparon y derrotaron a sus clones. Sharon luego luchó contra Hulk. A She-Thing se le ofreció la oportunidad de ser humana de nuevo por el Doctor Doom, mientras que Ben Grimm, entonces impotente, eligió usar una de las máquinas de Reed Richards para volver a The Thing y salvar a She-Thing. Junto a los Cuatro Fantásticos, luchó contra la Autoridad de Variación Temporal. She-Thing dejó a los Cuatro Fantásticos poco después y comenzó a trabajar para Doctor Doom. Sharon afirmó estar haciendo esto para que Doom curara a Ben como la tenía a ella. El Doctor Doom la envió a espiar a los Cuatro Fantásticos, donde conoció a Alicia Masters. Con Mister Fantástico y Thing, ella fue capturada por Aron, pero fue rescatada por el Hombre Molécula y el Doctor Doom. Junto a los Cuatro Fantásticos, luchó contra los Defensores Secretos. Junto a los Cuatro Fantásticos, Lyja y los Inhumanos, luchó contra el Doctor Doom. Cuando se negó a traicionar a sus amigos de los Cuatro Fantásticos con el Doctor Doom, Doom la mutó con rencor a una forma mucho más monstruosa. Después de un ataque de locura, se unió brevemente a los Cuatro Terribles y golpeó a Sue Storm Richards a centímetros de su vida.
Años más tarde, She-Thing apareció como invitada en Marvel Knights 4 # 21 (2005), un derivado del libro principal de Los 4 Fantásticos. La apariencia estableció que ella estaba realmente viva y bien en el Universo Marvel y su atuendo implicaba que todavía residía con Wingfoot. Su ausencia fue objeto de burla, ya que afirmó que no podía creer que nadie todavía tuviera su número.
Más tarde, Sharon Ventura fue vista nuevamente en su forma She-Thing.
Durante la historia de 2008 "Secret Invasion", un Skrull que se hace pasar por la personalidad de "She-Thing" de Sharon es asesinado por Skrull Kill Krew. La verdadera Sharon es recuperada viva de una nave Skrull derribado después de la batalla final de la invasión. Sharon asiste a una reunión de un grupo de apoyo con los otros que fueron reemplazados por Skrulls.
Desde entonces, Sharon ha sido revelada como una prisionera en la Balsa, con evidencia que sugiere que ella es parte de un complot para desestabilizar a los Cuatro Fantásticos.
Siguiendo la historia de "Secret Wars" de 2015, Ventura ha regresado a su apariencia humana original y se la ha visto luchando con su atuendo original.

## Poderes y habilidades
Como Ms. Marvel, Sharon tenía una fuerza y resistencia sobrehumana, gracias al aumento de sus atributos físicos por parte del Dr. Karl Malus en nombre del Mediador de Poder. El efecto mutagénico debido a la exposición a la radiación cósmica que la convirtió en She-Thing luego aumentó en gran medida sus atributos físicos y su durabilidad.
Sharon es muy competente en el combate cuerpo a cuerpo y es hábil en varias artes marciales, incluido el Taekwondo y el boxeo estadounidense. También es una experta doble, buceadora, paracaidista, motociclista, alpinista, esquiador, domadora de leones y luchadora. Asistió a una academia militar hasta que fue expulsada.
Como parte de los Cuatro Fantásticos de Ben Grimm, demostró su inteligencia resolviendo situaciones complicadas con su intuición y astucia.

## En otros medios

### Videojuegos
- La apariencia de Ms. Marvel de Sharon Ventura aparece como un disfraz alternativo para Ms. Marvel (Carol Danvers) en Marvel: Ultimate Alliance.[28]